# Marie Goegg-Pouchoulin

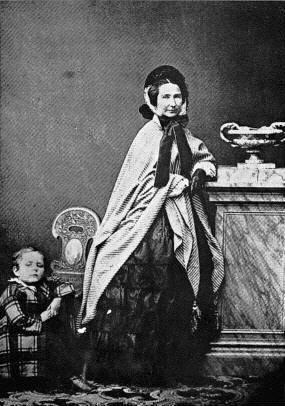
Marie Goegg-Pouchoulin

Marie Goegg-Pouchoulin, född 24 maj 1826, död 24 mars 1899, var en schweizisk feminist och kvinnorättsaktivist. 

## Biografi
Marie Goegg-Pouchoulin har kallats den första feministen i Schweiz, och grundade år 1868 den första kvinnorättsrörelsen i Schweiz, Association internationale des femmes (1868–1872), som också blev världens första internationella kvinnoorganisation. Hon grundade därpå den rent schweiziska kvinnoorganisationen Association pour la défense de la Femme av droit (1872–1880), vars ordförande hon var från 1875 framåt. Hon valdes 1886 in i styrelsen för den internationella abolitionistunionen, och blev 1891 vice ordförande för den nygrundade schweiziska kvinnoorganisationen Union des femmes de Genève.
Tack vare hennes kampanjarbete öppnades Université de Genève för kvinnor 1872. Hon kampanjade även för en reformering av civilrättslagen och stödde idén om rösträtt för kvinnor. Goegg-Pouchoulin var radikal för sin tidskvinnorörelse då hon inte var särartsfeminist utan krävde fullständig likställighet mellan könen. Hon var också engagerad i fredsrörelsen.
Marie Goegg-Pouchoulin var dotter till en klockmakare i Genéve. Hon fick grundskoleutbildning och gifte sig efter en skilsmässa med den tyske revolutionären Armand Goegg, med vilken hon levde en tid i exil innan hon återvände till Schweiz.